# Stictoleptura rubripennis
Stictoleptura rubripennis là một loài bọ cánh cứng trong họ Cerambycidae.